# Gli Amanti (tarocchi)

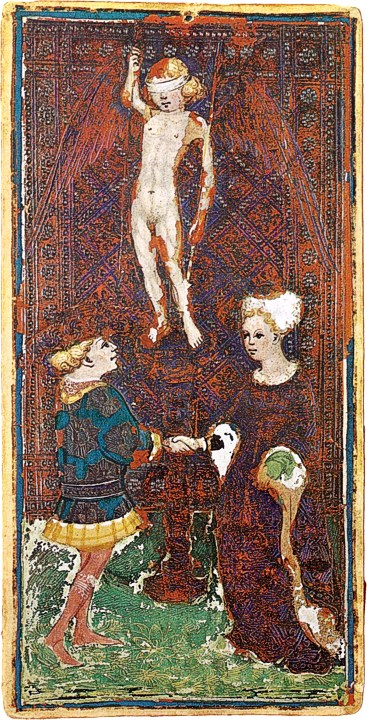
Gli amanti nel mazzo Visconti-Sforza.

Gli Amanti è la sesta carta degli arcani maggiori dei tarocchi; è conosciuta anche come l'Innamorato o l'Amore.

## Rappresentazioni
L'iconografia è molto varia. In genere, rappresenta un uomo tra due persone in procinto di sposarsi; altre volte, un uomo tra due donne. Dietro campeggia un angelo in un disco solare, a volte sostituito da Eros, da Cupido, che scocca la freccia.
La figura centrale, in alcuni tarocchi, ha il volto rivolto verso uno dei personaggi laterali ma il corpo e i piedi rivolti verso l'altro personaggio. In altri casi, ha i piedi rivolti verso entrambi gli innamorati. 
La scena rappresentata è di ispirazione mitologica: al giovane Ercole appaiono due giovani donne, una rappresenta la virtù e l'altra il vizio; ognuna delle due fa le sue promesse, l'eroe greco è sedotto da entrambe ma deve compiere una scelta che determinerà il suo futuro. Su questa scena e sul tema della scelta cruciale ruotano tutti i significati e gli aspetti della carta, che più che di amore, come il nome potrebbe suggerire, parla di indecisione e bivi decisivi.

## Simbolismi
La posizione dei due innamorati, in alcuni tipi di tarocchi, è di unione nella parte inferiore del corpo e distaccato dal busto in su, ricordando una «y», il che suggerisce, in questo caso, la lettura della carta come rappresentazione di un bivio, di una scelta a livello amoroso.

## Significato
Come per tutti i Tarocchi, anche questo Arcano cambia il suo significato a seconda del verso in cui compare nel gioco. Non si tratta di una carta particolarmente forte, né al positivo né al negativo ma di una carta che ci indica, ci mostra, una situazione.

### Carta dritta
Una situazione ancora da determinare, fluida, una strada ancora da intraprendere. L'innamorato è il consultante che si ritrova di fronte a un bivio, a una scelta da compiere che ha però il potere di determinare tutto ciò che verrà dopo. Una scelta libera se l'Arcano è circondato da carte positive, da prendere senza preoccupazioni che avrà sicuramente un esito positivo. Non solo, la carta ci parla di un intuito affidabile, da interrogare ed ascoltare, e ancora ci parla di attesa, di situazioni ancora in formazione. Non si tratta di un Arcano in amore, a meno che le carte vicine lo rendano tale, ma di un arcano di costruzione e realizzazione, di nuove strade da intraprendere con serenità. 
Se invece la domanda riguarda l'amore, la scelta diventa dell'altro. Segnala un incontro inaspettato e l'inizio di una storia definitiva, le scelte e i progetti del consultante ruotano intorno al partner e in vista c'è un'unione stabile, consolidata dal matrimonio. Se circondata da carte negative o in posizione di opposizione la scelta da compiersi sarà spiacevole, come mettere fine a una storia o a un comportamento sentimentale nocivo del consultante, o ancora la scelta tra due pretendenti. L'Arcano è anche il monito di mantenere la via, la promessa fatta, attraverso l'impegno quotidiano verso il partner e la vita famigliare, è amicizia sincera, fedeltà e dedizione, interesse per l'altro.
Sul lavoro Gli Amanti segnalano la presenza di buone idee da perseguire perché si dimostreranno vincenti, viaggi e trasferte ed infine un ambiente armonioso capace di donare sostegno e serenità. 
Quando l'arcano fa riferimento a una persona in carne ed ossa non è invece così positivo ma diventa ambiguo. Si tratta di un individuo volubile e indeciso, più ingenuo che cattivo. Un giovane innamorato (sotto i trent'anni), o il consultante se infatuato di qualcuno. Questa persona è spesso un artista, o qualcuno di molto interessato agli ambiti artistici.

### Carta rovesciata
Quando la carta è rovesciata sono i dubbi a prendere il sopravvento, e le debolezze che ognuno di noi conserva nel suo cuore vengono alla luce turbando la nostra esistenza, e dilaniandoci nell'indecisione. Il vizio ha la meglio sulla virtù e tutto sembra spingere il consultante ad intraprendere la strada sbagliata, che sembra portare da qualche parte ma è in realtà un abbaglio. Calunnie e incontri pericolosi, invidie e inganni, l'ambiente positivo e calmo della carta dritta si trasforma in un covo di turbamenti e difficoltà. Incapacità di prendere una decisione e quindi un continuo procrastinare in situazioni tossiche. Di tutto questo la causa è anche il consultante stesso, che vive un blocco emotivo e, preda dell'insicurezza, manca della chiarezza necessaria e non sa cosa vuole. Quando l'Arcano è capovolto anche il rapporto con gli altri è malsano: il consultante vive subendo le scelte altrui senza avere una propria volontà o, al contrario, non mette mai le proprie opinioni in discussione, convinto di compiere sempre le scelte migliori. Per il Wirth: desideri non realizzati. 
In amore c'è una decisione rischiosa che può portare con sé una rottura, può segnalare anche tradimento. I sentimenti sono lievi, il sesso può essere l'unico motore delle relazioni, oppure è il partner a risultare un po' freddo e instillare nel consultante dubbi e gelosie tossiche. La parte erotica del rapporto è forte e coinvolgente, ma mancando tutto il resto non può che finire per trascinare la relazione verso un punto di non ritorno.
Sul lavoro Gli Amanti segnalano pericoli che arrivano dall'esterno e rischiano di creare danni a un'attività, ci sono insidie e traditori tra chi circonda il consultante, che potrebbero contribuire al fallimento di alcuni progetti.
La persona simboleggiata dall'Arcano al contrario è falsa e superficiale, opportunista e veniale.